# Petrjakeš (planetka)
(10170) Petrjakeš je planetka obíhající v hlavním pásu planetek mezi Marsem a Jupiterem.

## Popis objektu
Vzhledem k tomu, že dosud nebyla spektroskopicky zkoumána, není nic známo o jejím chemickém složení. Její průměr je odhadován na základě hvězdné velikosti a protože není známo ani albedo jejího povrchu, je proto značně nejistý.

## Historie
Planetku objevili 22. února 1995 kolem 22:49 světového času (UTC) na hvězdárně na jihočeské Kleti astronomové M. Tichý a Z. Moravec. Dodatečně bylo zjištěno, že byla zachycena již dříve, a to na snímcích, pořízených ve dnech 10. a 12. dubna 1991 na španělsko-německé observatoři Calar Alto v Andalusii v jižním Španělsku v pohoří Sierra de Los Filabres severně od města Almería. To umožnilo již krátce po objevu stanovit poměrně přesně její dráhu. Zatím její poslední pozorování se uskutečnilo 10. října 2005 v rámci projektu Catalina Sky Survey na stejnojmenné observatoři Arizonské univerzity. 

## Výhled do budoucnosti
Planetka se může přiblížit k Zemi maximálně na vzdálenost na 1,3 astronomické jednotky (AU), tj. na 194 mil. km a proto nás nemůže ani v daleké budoucnosti ohrozit.

## Původ jména
Planetka byla na návrh ředitelky observatoře na Kleti J. Tiché v květnu 1999 pojmenována po českém geologovi a geochemikovi Petru Jakešovi.